# Kim Yong-ji
Kim Yong-ji (hangul: 김용지; nacida el 12 de marzo de 1996), es una modelo y actriz surcoreana.

## Biografía
Estudió en el Instituto de las Artes de Seúl.

## Carrera
Es miembro de la agencia "BH Entertainment".
En 2018 se unió al elenco recurrente de la serie Mr. Sunshine, donde dio vida a Ho Ta-roo (Hotaru), una joven adivina japonesa muda que termina viviendo con Goo Dong-mae (Yoo Yeon-seok).
El 17 de abril de 2020 se unió al elenco recurrente de la serie The King: Eternal Monarch, donde interpretó a Myeong Seung-ah, la encargada de las cuentas de redes sociales del emperador Lee Gon (Lee Min-ho) durante el Reino de Corea y a Myeong Na-ri, una joven trabajadora y mejor amiga de Jung Tae-eul (Kim Go-eun), hasta el final de la serie el 12 de junio del mismo año.
El 7 de octubre del mismo año se unió al elenco principal de la serie Tale of the Nine Tailed (también conocida como "Tale of Gumiho"), donde dio vida a la encantadora Ki Yoo-ri, una gumiho y leal amiga de Lee Rang (Kim Bum), quien la rescató cuando era maltratada, hasta el final de la serie el 3 de diciembre del mismo año.
Su debut en cine se produjo en 2022, protagonista de Doom Doom. Su personaje es el de I-na, una mujer que trabaja como vendedora telefónica durante el día y pinchadiscos en un club por la noche, y que tiene una relación conflictiva con su madre.

## Filmografía

### Series de televisión
| Año  | Título                       | Personaje                      | Notas       | Ref.          |
| ---- | ---------------------------- | ------------------------------ | ----------- | ------------- |
| 2018 | Mr. Sunshine                 | Ho Ta-roo                      |             |               |
| 2019 | Watcher                      | Lee Hyo-jung                   | 2 episodios |               |
| 2019 | The Lies Within              | Choi Soo-hyun                  | 3 episodios |               |
| 2020 | The King: Eternal Monarch    | Myeong Seung-ah / Myeong Na-ri |             |               |
| 2020 | Tale of the Nine Tailed      | Ki Yoo-ri                      |             | [ 11 ]        |
| 2022 | Somebody                     | Mok-won                        | Serie web   | [ 12 ] [ 13 ] |
| 2023 | Tale of the Nine Tailed 1938 | Sunwoo Eun-ho                  |             | [ 14 ]        |

### Cine
| Año  | Título    | Papel | Ref.   |
| ---- | --------- | ----- | ------ |
| 2022 | Doom Doom | I-na  | [ 10 ] |

### Programas de variedades
| Año  | Título      | Notas    |
| ---- | ----------- | -------- |
| 2020 | Running Man | invitada |

### Aparición en videos musicales
| Año  | Intérpretes    | Canción           | Notas  |
| ---- | -------------- | ----------------- | ------ |
| 2015 | Crush ft. Zico | "Oasis"           | [ 16 ] |
| 2016 | Block B        | "Toy"             | [ 17 ] |
| 2017 | South Club     | "I Got the Blues" | [ 18 ] |

### Eventos
| Año  | Título                                                              | Notas |
| ---- | ------------------------------------------------------------------- | --- |
| 2017 | The Last A.I. (Join in Pyeongchang, Join in Peace) (더 라스트 A.I.) | (video promocional de los Juegos Olímpicos de Pieonchang 2018 y los Juegos Paralímpicos de Pieonchang 2018) |

### Revistas / sesiones fotográficas
| Año  | Título                | Notas                                                                  |
| ---- | --------------------- | ---------------------------------------------------------------------- |
| 2015 | Singles Korea         | (publicaciones de mayo y diciembre)                                    |
| 2015 | Sure Magazine         | (publicación de diciembre)                                             |
| 2015 | Vogue Korea           | (publicación de diciembre)                                             |
| 2016 | Singles Korea         | (publicación de febrero)                                               |
| 2016 | Esquire               |                                                                        |
| 2016 | 1st Look Magazine     | (vol. 116)                                                             |
| 2016 | Harper's Bazaar Korea | (publicación de octubre) junto a Kim Won-jung - (publicación de abril) |
| 2016 | ALLURE Korea          | junto a Ahn Ah-reum y Jung So-hyun - (publicación de mayo)             |
| 2016 | Marie Claire Korea    | junto a Kim Seung-hee - (publicación de mayo)                          |
| 2016 | ELLE Bride            | (publicación de septiembre)                                            |
| 2016 | ELLE Korea Magazine   | (publicación de septiembre)                                            |
| 2017 | Marie Claire Korea    | junto a Han So-hee - (publicación de enero)                            |
| 2017 | Nylon Korea           | [ 21 ]                                                                 |
| 2017 | Cosmopolitan Korea    | (publicación de enero)                                                 |
| 2020 | Harper's Bazaar       | junto a Kim Bum                                                        |

### Anuncios
| Año  | Título                            | Notas                               |
| ---- | --------------------------------- | ----------------------------------- |
| 2015 | Samsung Galaxy (삼성 갤럭시 기어) |                                     |
| 2016 | Musinsa Korea                     | (ropa) - junto a Hwang Haein        |
| 2016 | Sperry Korea                      | (zapatos) - junto a Park Seo-joon   |
| 2017 | Celebeau Korea                    | (cosméticos) - junto a Lee Jong-suk |

## Premios y nominaciones
| Año  | Premio               | Categoría                     | Trabajo                   | Resultado |
| ---- | -------------------- | ----------------------------- | ------------------------- | --------- |
| 2016 | 2016 K Model Awards  | CF Model Award                | -                         | Ganó      |
| 2018 | Asia Artist Awards   | Focus Award (Television/Film) | -                         | Ganó      |
| 2020 | 28th SBS Drama Award | Best Supporting Actress       | The King: Eternal Monarch | Nominada  |